# 熱情如火
《熱情如火》（英語：Some Like It Hot）是一部美國電影，由比利·懷德所執導，於1959年上映，被廣泛的視為是美國影史上最重要的電影之一，也是瑪麗蓮·夢露最著名的作品之一。

## 劇情簡介
兩位樂師因目睹了一場血腥的槍擊案而被黑道追殺。為了躲避,他們不惜假扮女裝加入一群正要往邁阿密演出的女子樂隊中，于是两人结识了被称为'Sugar'的Kane等多名女艺人。Kane性感貌美且歌唱的很好，她想要去结交一位英俊的邁阿密的百万富翁作为她未来理想的丈夫。于是Joe知道后，他便伪装成她理想的模样和富翁的身份以得到她的爱情。而Jerry装扮的女性也得到一个年长的富翁的爱慕。于是四人上演了一场非常逗人的趣事。后来那些黑道几人为追杀目击证人而来此，最终四人乘船逃离邁阿密。

## 角色
- Marilyn Monroe - 'Sugar' Kane Kowalczyk
- Tony Curtis - Joe/"Josephine"/"Junior"
- Jack Lemmon - Jerry/"Geraldine"/"Daphne"
- George Raft - 'Spats' Colombo
- Pat O'Brien - Detective Mulligan
- Joe E. Brown - Osgood Fielding III
- Nehemiah Persoff - 'Little Bonaparte'
- Joan Shawlee - Sweet Sue
- Billy Gray - Sig Poliakoff
- George E. Stone - 'Toothpick' Charlie
- Dave Barry - Beinstock
- Mike Mazurki - Spats's henchman
- Harry Wilson - Spats's henchman
- Beverly Wills - Dolores
- Edward G. Robinson, Jr. - Johnny Paradise

## 奖项
奥斯卡奖：
- 获奖：最佳服装设计（黑白电影）-Orry-Kelly
- 提名：最佳导演，最佳改编剧本，最佳男主角(Jack Lemmon)，最佳艺术指导(Ted Haworth, Edward G. Boyle)，最佳摄影

金球奖（音乐或喜剧类）：
- 最佳电影
- 最佳男主角(Jack Lemmon)
- 最佳女主角(Marilyn Monroe)

## 荣誉
1989年，本片被美國國家電影保護局典藏于国会图书馆；
美国电影学会(AFI)百大名单：
- AFI百年百大电影-14位
- AFI百年百大喜剧片-第一名
- AFI百年百大电影(十周年版)-22位
- AFI百年百大电影台词-"Well, nobody's perfect." - 48位

## 外部連結
- 互联网电影数据库（IMDb）上《熱情如火》的资料（英文）
- TCM电影资料库上《熱情如火》的资料（英文）
- AllMovie上《熱情如火》的资料（英文）
- 爛番茄上《熱情如火》的資料（英文）